# 広定村
広定村（ひろさだむら）は、広島県世羅郡にあった村。現在の三次市の一部にあたる。

## 地理
- 河川：小童川、宇賀川[2]

## 歴史
- 1889年（明治22年）4月1日、町村制の施行により、世羅郡小童村、宇賀村が合併して村制施行し、広定村が発足[1][2]。
- 1911年（明治44年）小童産業組合、宇賀産業組合設立[2]。
- 1958年（昭和33年）10月10日、甲奴郡甲奴町と合併し、甲奴町が存続して廃止された[1][2]。

### 地名の由来
小童村の広石、宇賀村の貞国、その両字の頭字を組み合わせたもの。

## 産業
- 農業

## 教育
- 1942年（昭和17年）村立青年学校新校舎落成[2]。1947年（昭和22年）広定中学校が旧青年学校校舎で開校[2]。1949年（昭和24年）甲奴郡甲奴村上川村世羅郡広定村学校組合中学校開校[2]。1960年（昭和35年）統合により廃校[2]。